# Thần kỳ (cây)
Thần kỳ, danh pháp khoa học Synsepalum dulcificum, là một loài thực vật thân gỗ nhỏ, sau 10 năm sinh trưởng có thể cao 6 m. Quả khi chín có màu đỏ và mau hỏng dù được bảo quản ở nhiệt độ thấp. Tên cây được gọi là thần kỳ (trong tiếng Anh miracle fruit hay miracle berry), vì quả của nó khi nếm sẽ làm cho các vị khác như chua, đắng đều bị biến đổi thành vị ngọt. Ở Tây Phi nơi phát sinh loài, nó còn có tên địa phương là taami, asaa hoặc ledidi.

## Phát hiện
Nhà thám hiểm Des Marchais (người Pháp) khi thám hiểm vùng tây châu Phi năm 1725, đã viết về tập tục kỳ lạ của thổ dân vùng này. Theo quan sát của ông ta thì các thức ăn của họ đều rất chua và không hề có đường, nhưng sau khi nhai một loại trái cây màu đỏ thì các vị chua này đã trở thành ngọt.

## Những nghiên cứu về Miraculin
Theo "Pharmaceutical Journal", chương IX, (1852), Tiến sĩ W.F. Daniel đã nghiên cứu về đặc tính cây này và phát hiện ra rằng, thành phần chính của cây là miraculin, cây được định danh là Synsepalum dulcificum, họ hồng xiêm (Sapotaceae) và ông đặt tên là "cây kỳ diệu".
Theo quyển "Science", chương 161, (1968) thì Giáo sư Kenzo Kurihara và Tiến sĩ Lloyd Beidler (đại học Florida) đã phân tích chất Miraculin vào năm 1968. Tính chất của miraculin được miêu tả rõ vào năm 1989. Theo đó Miraculin là một glycoprotein có PM ~ 44.000 dalton với hai phân tử đường kết nối với 1 chuỗi protein gồm 191 amino acid. Miraculin là một base lưỡng tính tan trong nước, không tan trong dung môi hữu cơ; không bền trong môi trường axít hay base mạnh. Trong dung dịch axít yếu và nhiệt độ 4 °C, miraculin có thể bền trong khoảng 1 tháng.
Cơ chế tác dụng của miraculin chưa được làm sáng tỏ. Có giả thuyết rằng, chất miraculin phản ứng với axít trên bề mặt gai vị giác do đó vị chua sẽ thành thành vị ngọt. Người ta còn cho rằng, tác dụng này chỉ có thể kéo dài khoảng hơn 1 giờ và sẽ biến mất nhanh chóng hơn nếu ta dùng các đồ uống nóng khác, thí dụ như nước trà.

## Kỳ vọng
Chất Miraculin của cây Thần Kỳ là hợp chất tạo vị ngọt thiên nhiên đã được người châu Phi dùng qua hàng ngàn năm, các nhà nghiên cứu nhận thấy rằng miraculin không tạo ra calori nên nhiều nhà sản xuất kỳ vọng nó sẽ có ứng dụng rộng rãi để điều trị bệnh nhân cần sử dụng các chất tạo ngọt tổng hợp và tránh dùng saccaroza như bệnh tiểu đường, bệnh béo phì cũng như để tạo ra đường không gây tác dụng phụ.

## Sử dụng
Mỹ là nước có ý tưởng đầu tiên trong việc sử dụng miraculin cho thực phẩm công nghiệp, nhưng giai đoạn này, chỉ có Nhật là đang sử dụng hạn chế. Tại Tokyo, Nhật Bản, có quán cà phê phục vụ món "cà phê miraculin". Khách uống không cần dùng đường hoặc chất tạo ngọt tổng hợp khác mà dùng trái cây kỳ diệu do hãng "Namco" cung cấp. Các nhà khoa học Nhật Bản đang có dự tính ghép gene miraculin vào giấp cá để sản xuất đại trà sau khi thí nghiệm ghép gene miraculin trên vi khuẩn E. coli bị thất bại.
Tại Mỹ, do miraculin chưa được FDA chấp thuận nên việc sử dụng và trồng cây Thần Kỳ chỉ là cây cảnh. Có ý kiến chỉ trích FDA khi cơ quan này chưa cho phép lưu hành miraculin trên thị trường là do muốn bảo vệ lợi ích của các nhà sản xuất chất tạo ngọt nhân tạo. Lý do FDA đưa ra là miraculin chưa được chứng minh độ an toàn khi dùng trong thực phẩm.
Các nhà chỉ trích cho rằng, các chất tạo ngọt nhân tạo như saccarin, aspartame thì được FDA công nhận độ an toàn và cho phép lưu hành trên thị trường, dù trong thực tế có một số tai biến đã được ghi nhận, trong khi đó, miraculin đã được thổ dân châu Phi dùng hàng trăm năm nay và là hợp chất thiên nhiên thì bị coi là có vấn đề.